# Cold Cold Hearts
Cold Cold Hearts fue una banda de punk rock formada en Washington D.C en 1995. Compuesta por la cantante  y compositora, Allison Wolfe, la Guitarrista y vocalista de apoyo, Erin Smith y la bajista y baterista, Katherine Brown. La banda publicó un sencillo de 7" en 1996 y un disco homónimo al año siguiente, ambos producidos por el sello de Olympia, Washington, Kill Rock Stars. Wolfe y Smith eran miembros de la banda Bratmobile antes de formar Cold Cold Hearts, ellas revivieron Bratmobile (con la miembro, Molly Neuman) luego de que Cold Cold Hearts se disolviera.
En una retrospectiva con The New York Times, Elisabeth Vincentelli escribió: "Todo sobre la banda era minimalista, su discografia (un 7" y un álbum) sus canciones (duran menos de dos minutos) y su producción (Minimalista pero pegajosa). Así, Cold Cold Hearts destacaba con intensidad y era divertida, también aprovechaban el humor que caracterizó a las mejores canciones de Bratmobile.

## Discografía
- "Yer so Sweet (Baby Donut)" (1996)
- Cold Cold Hearts (1997)